# Branišov (Zvole)
Branišov (německy Branschau) je vesnice, část obce Zvole v okrese Žďár nad Sázavou. Nachází se asi 2,5 km na severozápad od Zvole. V roce 2009 zde bylo evidováno 55 adres. V roce 2001 zde trvale žilo 202 obyvatel.
Branišov leží v katastrálním území Branišov nad Pernštejnem o rozloze 4,58 km2.